# Ca-bau-kan
Ca-bau-kan é um filme de drama indonésio de 2002 dirigido e escrito por Nia Dinata. Foi selecionado como representante da Indonésia na edição do Oscar 2003, organizada pela Academia de Artes e Ciências Cinematográficas.

## Elenco
- Ferry Salim - Tan Peng Liang
- Lola Amaria - Tinung
- Niniek L. Karim - Giok Lan
- Irgi A. Fahrenzi - Tan soen Bie
- Alex Komang - Rahardjo Soetardjo
- Robby Tumewu - Thio Boen Hiap
- Ananda George - Max Awuy
- Tutie Kirana - Jeng Tut